# Gerald Grosvenor, 6:e hertig av Westminster
Gerald Cavendish Grosvenor, 6:e hertig av Westminster, markis av Westminster, earl Grosvenor, viscount Belgrave, baron Grosvenor av Eaton och baronet, riddare av Strumpebandsorden, född 22 december 1951 i Omagh i Nordirland, död 9 augusti 2016 i Preston i Lancashire, var en brittisk ädling. Han var (2004) den rikaste personen i Storbritannien (född inom landet), till stor del på grund av de omfattande markinnehaven (300 acres) i London.
Hertigens förmögenhet beräknades år 2016 uppgå till omkring £9 miljarder. Förutom mark i London ägde han stora områden i Lancashire, Cheshire och Skottland. Hans fastighetsbolag äger även Eaton Square i Belgravia och Grosvenor Crescent i Westminster.
Grosvenor var son till Robert Grosvenor, 5:e hertig av Westminster (1910–1979) och Viola Grosvenor, hertiginna av Westminster (1912–1987). Han var gift med Natalia Ayesha Phillips (född 1959), ättling till Aleksandr Pusjkin. De var föräldrar till Hugh Grosvenor, 7:e hertig av Westminster.